# Amoeba Gig
 Amoeba Gig ist das neunte Livealbum von Paul McCartney. Gleichzeitig ist es einschließlich der Wings-Alben, der The-Fireman-Alben, der klassischen Alben, der Livealben und Kompilationsalben das 48. Album von Paul McCartney nach der Trennung der Beatles. Es wurde am 12. Juli 2019 in Deutschland, in Großbritannien und in den USA veröffentlicht.

## Entstehung

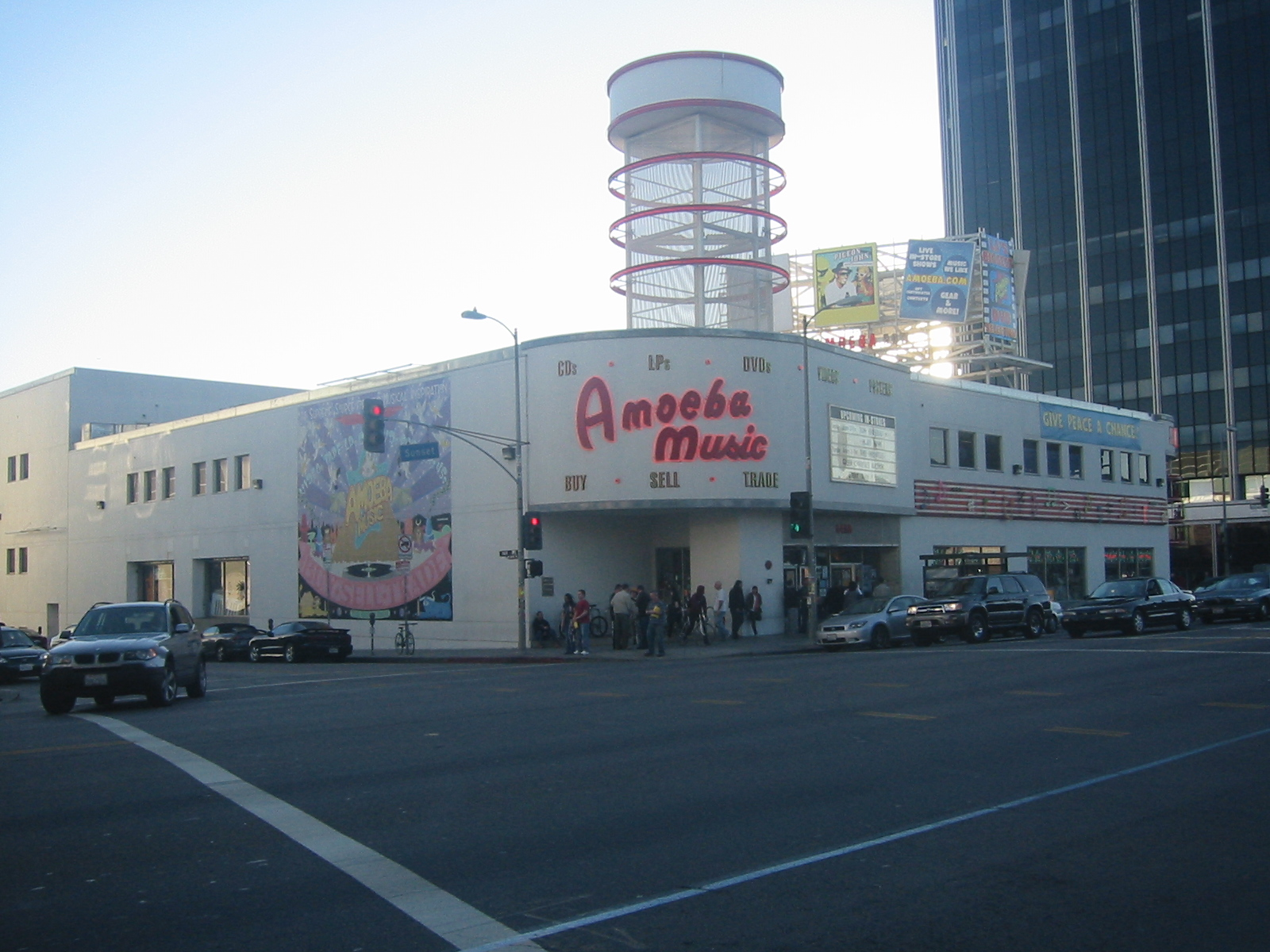
Amoeba Music am Sunset Boulevard in Hollywood

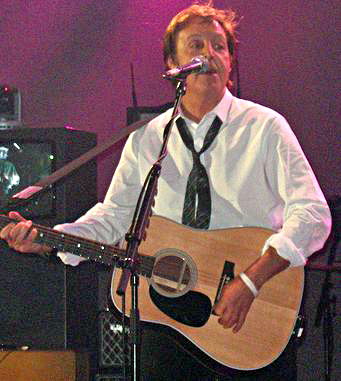
Paul McCartney live, 2007

Am 27. Juni 2007 gab Paul McCartney mit seiner Band ein Gratiskonzert im Ladengeschäft der Amoeba-Music-Tonträger-Handelskette in Hollywood am Sunset Boulevard in Los Angeles, um sein Album Memory Almost Full zu promoten. Die Idee war es, mehr Aufmerksamkeit zu erreichen, da am selben Tag die Gruppe The Police im Dodger Stadium in Los Angeles auftrat. Unter dem fast 1000-köpfigen Publikum befanden sich unter anderem Ringo Starr und seine Ehefrau Barbara Bach sowie Olivia Harrison. Weitere Prominente waren Jeff Lynne, Alanis Morissette, Woody Harrelson und Rosanna Arquette. Für das Konzert war Paul „Wix“ Wickens nicht verfügbar und wurde durch Dave Arch am Keyboard ersetzt. Die Originalabmischung erfolgte von David Kahne in den SeeSquared Studios in New York. Paul McCartney erwähnte zu Beginn des Konzerts und auf dem Covertext des Albums: “This has to be the most surreal gig ever. The Management has asked me to point out no shoplifting please.” (deutsch: „Dies muss der surrealste Auftritt aller Zeiten sein. Die Geschäftsführung hat mich gebeten, darauf hinzuweisen, bitte keinen Ladendiebstahl zu begehen.“)
Am 13. November 2007 wurde in den USA eine limitierte 12″-Vinyl-EP mit vier Liedern unter dem Titel Amoeba’s Secret veröffentlicht, im Januar 2009 folgte eine Veröffentlichung im CD-Format, die Platz 119 der US-amerikanischen Charts erreichte. Zwei der Lieder, That Was Me („Best Male Pop Vocal Performance“) und I Saw Her Standing There („Best Solo Rock Vocal Performance“), wurden im Jahr 2009 jeweils für einen Grammy nominiert.
EP (12″-Vinyl / CD):
1. Only Mama Knows (Paul McCartney) – 3:47
2. C Moon (Paul McCartney/Linda McCartney) – 3:17
3. That Was Me (Paul McCartney) – 3:03
4. I Saw Her Standing There (Lennon/McCartney) – 3:25

Am 17. Januar 2010 wurden zwölf Lieder des Konzerts unter dem Titel Live in Los Angeles auf einer CD den Sonntagsausgaben der Zeitungen The Mail on Sunday in Großbritannien und der Irish Sunday Mail in Irland beigelegt. Die CD befindet sich in einem Pappcover, dessen Bild ähnlich der EP-Ausgabe gestaltet ist.
Live in Los Angeles (CD):
1. Drive My Car (Lennon/McCartney) – 2:33
2. Only Mama Knows (Paul McCartney) – 3:54
3. Dance Tonight (Paul McCartney) – 3:09
4. C Moon (Paul McCartney/Linda McCartney) – 3:22
5. That Was Me (Paul McCartney) – 3:02
6. Blackbird (Lennon/McCartney) – 2:37
7. Here Today (Paul McCartney) – 2:38
8. Back in the U.S.S.R. (Lennon/McCartney) – 2:59
9. Get Back (Lennon/McCartney) – 3:53
10. Hey Jude (Lennon/McCartney) – 7:08
11. Lady Madonna (Lennon/McCartney) – 3:12
12. I Saw Her Standing There (Lennon/McCartney) – 3:25

Am 16. November 2012 konnten Premiummitglieder der Website von Paul McCartney die „CD-Version“ mit den beiden zusätzlichen Liedern Nod Your Head und House of Wax herunterladen.
Live in Los Angeles – The Extended Set (Download):
1. Drive My Car (Lennon/McCartney) – 2:33
2. Only Mama Knows (Paul McCartney) – 3:54
3. Dance Tonight (Paul McCartney) – 3:09
4. C Moon (Paul McCartney/Linda McCartney) – 3:22
5. That Was Me (Paul McCartney) – 3:02
6. Blackbird (Lennon/McCartney) – 2:37
7. Here Today (Paul McCartney) – 2:38
8. Nod Your Head (Paul McCartney) – 1:20
9. House of Wax (Paul McCartney) – 5:08
10. Back in the U.S.S.R. (Lennon/McCartney) – 2:59
11. Get Back (Lennon/McCartney) – 3:53
12. Hey Jude (Lennon/McCartney) – 7:08
13. Lady Madonna (Lennon/McCartney) – 3:12
14. I Saw Her Standing There (Lennon/McCartney) – 3:25

Erst am 12. Juli 2019, zwölf Jahre nach dem Konzert, wurde das vollständige Livealbum mit 21 Liedern legal veröffentlicht, es wurde von Steve Orchard in den Abbey Road Studios neu abgemischt.
Während sich auf dem Album Wings over America fünf Beatles-Lieder befinden, wurde die Anzahl bei Tripping the Live Fantastic auf 15, Back to the U.S. auf 19 und bei Back in the World auf 21 erhöht, ebenfalls 21 Beatles-Lieder befinden sich auf dem Album Good Evening New York City. Auf dem Album Amoeba Gig sind 12 der 21 Titel Beatles-Lieder.
Das Album wurde auch als Doppel-Vinyl-Album (180 g) auf schwarzem Vinyl sowie klarem und bernsteinfarbenem (jeweils eine Schallplatte und ebenfalls 180 g) Vinyl gepresst. Das Vinyl-Album enthält zusätzlich das Lied Coming Up (Soundcheck).

## Covergestaltung
Das Cover zeigt ein verpixeltes Foto von Paul McCartney, das während des Konzerts aufgenommen wurde, unter dem Foto steht in der Handschrift von Paul McCartney sein Name und der Albumtitel. Auf dem Rückcover steht ein Covertext von Marcus Kagler. Das Doppel-Vinyl-Album hat eine einfache Hülle. Die CD befindet sich in einem aufklappbaren Pappcover, das auf der Innenseite den Covertext enthält.
Wer für die Covergestaltung verantwortlich ist, wird nicht aufgeführt.

## Titelliste

### CD
1. Drive My Car (Lennon/McCartney) – 2:41
vom The-Beatles-Album Rubber Soul
2. Only Mama Knows (Paul McCartney) – 3:59
vom McCartney-Album Memory Almost Full
3. Dance Tonight (Paul McCartney) – 3:25
vom McCartney-Album Memory Almost Full
4. C Moon (Paul McCartney/Linda McCartney) – 3:13
Wings-Single aus dem Jahr 1972
5. The Long and Winding Road (Lennon/McCartney) – 3:34
vom The-Beatles-Album Let It Be
6. I’ll Follow the Sun (Lennon/McCartney) – 2:56
vom The-Beatles-Album Beatles for Sale
7. Calico Skies (Paul McCartney) – 2:57
vom McCartney-Album Flaming Pie
8. That Was Me (Paul McCartney) – 3:05
vom McCartney-Album Memory Almost Full
9. Blackbird (Lennon/McCartney) – 3:44
vom The-Beatles-Album The BEATLES
10. Here Today (Paul McCartney) – 3:13
vom McCartney-Album Tug of War
11. Back in the U.S.S.R. (Lennon/McCartney) – 4:08
vom The-Beatles-Album The BEATLES
12. Nod Your Head (Paul McCartney) – 2:00
vom McCartney-Album Memory Almost Full
13. House of Wax (Paul McCartney) – 6:02
vom McCartney-Album Memory Almost Full
14. I’ve Got a Feeling (Lennon/McCartney) – 5:56
vom The-Beatles-Album Let It Be
15. Matchbox (Carl Perkins) – 3:31
von The-Beatles-EP Long Tall Sally
16. Get Back (Lennon/McCartney) – 4:21
vom The-Beatles-Album Let It Be
17. Baby Face (Harry Akst/Benny Davis) – 0:54
18. Hey Jude (Lennon/McCartney) – 8:01
The-Beatles-Single aus dem Jahr 1968
19. Let It Be (Lennon/McCartney) – 3:54
vom The-Beatles-Album Let It Be
20. Lady Madonna (Lennon/McCartney) – 3:34
The-Beatles-Single aus dem Jahr 1968
21. I Saw Her Standing There (Lennon/McCartney) – 3:40
vom The-Beatles-Album Please Please Me

### LP
1. Coming Up (Soundcheck) (McCartney) – 3:28 (nur auf dem Vinyl-Album erhältlich)
vom McCartney-Album  McCartney II

## Single-Auskopplungen
Aus dem Album wurde keine Single ausgekoppelt.

## Chartplatzierungen
Amoeba Gig erreichte in Deutschland Position 28 der Albumcharts und konnte sich eine Woche in den Top 100 halten. Im Vereinigten Königreich konnte ich das Album ebenfalls nur eine Woche in den Albumcharts halten und erreichte dabei Position 82. Darüber hinaus erreichte Amoeba Gig Platz 24 in Japan.
| ChartsChartplatzierungen     | Höchstplatzierung | Wochen |
| ---------------------------- | ----------------- | ------ |
| Deutschland (GfK)            | 28 (1 Wo.)        | 1      |
| Vereinigtes Königreich (OCC) | 82 (1 Wo.)        | 1      |